# Gränna pedagogi
Gränna pedagogi var en skola, pedagogi, i Gränna som verkade från 1875 till den 1 juli 1893.
I Gränna inrättades en skola av Per Brahe 1675. År 1832 omtalas en skola som en padagogi men utan beteckning som trivialskola.
År 1875 inrättades en tvåklassig pedagogi som 1888 uppges ha nio elever.
Pedagogin som aldrig var elementarläroverk och inte blev lägre allmänt läroverk 1879 lades ned den 1 juli 1893 och efterföljdes inte av någon likartad skola i Gränna.